# 弓削和三
弓削 和三（ゆげ かずぞう、1871年7月12日（明治4年5月25日） - 1956年（昭和31年）11月30日）は、明治から昭和時代の政治家。銀行家。貴族院多額納税者議員。

## 経歴
熊本県出身。弓削徳太郎の長男として生まれ、1883年（明治16年）12月に家督を相続する。
1901年（明治34年）以降、八代郡農会議員、八代町会議員、本派本願寺勘定方などを歴任した。ほか、八代共立銀行頭取を務めた。
1911年（明治44年）熊本県多額納税者として貴族院議員に互選され、同年9月29日から1915年（大正4年）3月24日まで在任した。